# Amt Kassel-Neustadt
Das Amt Kassel-Neustadt (1804 bis 1818 Amt Oberkaufungen, 1818 bis 1821 Amt Waldau) war ein vom 14. Jahrhundert bis 1821 bestehender Verwaltungs- und Gerichtsbezirk der Landgrafschaft Hessen, der Landgrafschaft Hessen-Kassel und des Kurfürstentums Hessen.

## Geschichte
1283 gründete Landgraf Heinrich I., der 1277 die Residenz nach Kassel verlegt hatte, die Kasseler Neustadt auf dem rechten Fulda-Ufer. Die Stadt war Kern des Gerichtes vor der Neustadt (gehörte aber nie zum Amt, sondern hatte ein eigenes Stadtgericht). Im 13. Jahrhundert verfügte Hessen nur über wenige Orte rechts der Fulda. Diese bildeten im Rahmen der Territorialisierung das kleine Amt Kassel-Neustadt. 1297 erwarb Heinrich I. die Vogtei des Klosters Kaufungen. Viele der Besitzungen des Klosters lagen rechts der Fulda und wurden nun vom Amt Kassel-Neustadt mitverwaltet. Mit der Aufhebung des Klosters im 16. Jahrhundert kamen die Stiftsdörfer Eschenstruth, Helsa und Wickenrode vom Amt Lichtenau zum Amt Kassel-Neustadt. Das Amt war in erst vier, dann fünf Schöppenstühle eingeteilt.
Ab dem 16. Jahrhundert fand ein Zentralisierungsprozess der Ämter rund um die Hauptstadt Kassel statt. Die beiden Ämter links der Fulda (neben dem Amt Bauna das Amt Ahna) und das Amt Kassel-Neustadt rechts der Fulda wurden von Kassel aus in Personalunion durch den gleichen Amtmann bzw. Rentmeister verwaltet. Erst ab 1804 wurde diese Personalunion wieder aufgehoben. Gleichzeitig wurde das Amt in Amt Oberkaufungen umbenannt. In Bezug auf die Rechtsprechung wurde 1814 mit der Bildung eines Stadtgerichtes (für die Stadt Kassel) und eines Landgerichtes Kassel (für die Landgemeinden aller drei Ämter) wieder eine amtsübergreifende Struktur geschaffen.
Nach dem Ende der Landgrafschaft Hessen-Kassel 1806 kam das Amtsgebiet zum Königreich Westphalen. Die Verwaltungsstruktur des Königreichs Westphalen nahm keine Rücksicht auf historisch gewachsene Strukturen und das Amtsgebiet wurde dem Departement der Fulda, Distrikt Kassel zugeordnet.
1813 wurde die Landgrafschaft Hessen-Kassel als Kurfürstentum Hessen neu gebildet. Die alte Verwaltungsstruktur wurde wiederhergestellt und das Amt Kassel-Neustadt entstand neu. 1817 wurde ein Teil des Amtsgebietes als Amt Großalmerode aus dem Amt Kassel-Neustadt ausgegliedert. Der Sitz des Amtes wurde nach Waldau verlegt und das Amt nun als Amt Waldau bezeichnet. Es bestand nun aus Waldau, Bergshausen, Bettenhausen, Crumbach, Dennhausen, Dittershausen, Dörnhagen, Eiterhagen, Heiligenrode, Niederkaufungen, Nieste, Ochshausen, Sandershausen, Vollmarshausen, Wattenbach und Wellerode.
1821 wurde dort die Trennung der Rechtsprechung von der Verwaltung eingeführt. Die Verwaltungsaufgaben übernahm der Landkreis Kassel, die Gerichtsaufgaben das Landgericht Kassel. Das Amt Waldau das bei der Auflösung 7795 Einwohner hatte, wurde aufgehoben.

## Beamte

### Amtmänner und Rentmeister der Kasseler Ämter
- Conradus Gotze (1467–1472)
- Johannes Reymboldt (1475)
- Hermann Furinsland (1403)
- Buch (1704, 1713)
- Joh. Heinrich Halberstadt (1764–1766)
- Friedrich August Wilhelm Faber (1767–1778)
- Amelung (1781–1787)
- Caspar Avenarius (1788–1796)
- Georg Wilhelm Hozzel (1798–1803)

### Amtmänner Amt Kassel-Neustadt
- H. Burchardi (1804–1820)

### Rentmeister Amt Kassel-Neustadt
- H. C. Burchardi (1804–1806)
- L. Wegner (1814)
- J. Frömmer (1815–1820)